# Bosome Freho
Bosome Freho är ett distrikt i Ghana.   Det ligger i regionen Ashantiregionen, i den södra delen av landet, 160 km nordväst om huvudstaden Accra.